# Tassilo Männer
Tassilo Männer (* 11. März 1974 in der Oberpfalz, Deutschland) ist ein deutscher Rock-Gitarrist, der seit über 20 Jahren im Musikbusiness tätig ist und u. a. mehrfach mit dem Deutschen Rock- und Pop-Preis ausgezeichnet wurde.
Im März 2015 veröffentlichte er sein Solo-Debüt-Album SUNMAN, welches er mit dem Schlagzeuger Stephan Ebn produziert hat. Erschienen ist das Album auf Ebns Label Magic Mango Music.

## Veröffentlichungen
| Projekt                 | Titel                                                                  | VÖ   |
| ----------------------- | ---------------------------------------------------------------------- | ---- |
| Tassilo Männer Solo     | Sunman                                                                 | 2015 |
| Maria Reiser            | Glabberlwirt, Single                                                   | 2014 |
| Maria Reiser            | Do schau her! D' EP, EP                                                | 2014 |
| Eddy Gabler             | Rough                                                                  | 2013 |
| Fallen Angel’s Symphony | Between Heaven and Hell, EP                                            | 2009 |
| Fallen Angel’s Symphony | Vociferous Comp. I, Sampler                                            | 2009 |
| Fallen Angel’s Symphony | Off My Life                                                            | 2008 |
| Fallen Angel’s Symphony | Schwarzes Leipzig II, Sampler                                          | 2006 |
| Tassilo Männer Band     | B.A.C.H. - Bach Alternative Compositions On Historical Basics, Sampler | 2006 |
| Fallen Angel’s Symphony | Spiegelwelten                                                          | 2005 |
| Fallen Angel’s Symphony | Refraktor 36, Sampler                                                  | 2005 |
| Scarecrow               | Werk 2                                                                 | 2007 |